# (22451) Tymothycoons
(22451) Tymothycoons – planetoida z pasa głównego asteroid okrążająca Słońce w ciągu 4 lat i 4 dni w średniej odległości 2,52 j.a. Została odkryta 13 listopada 1996 roku w obserwatorium w Campo przez Andrea Boattiniego i Andrea Di Paola. Nazwa planetoidy pochodzi od Tymothy’ego Alana Coonsa (ur. 1955), pilota, inżyniera pokładowego oraz inspektora w bazie w Tucson w Arizonie. Przed nadaniem nazwy planetoida nosiła oznaczenie tymczasowe (22451) 1996 VN6.